# Anampses lennardi
Espèce
Statut de conservation UICN

 LC  : Préoccupation mineure
Anampses lennardi est un poisson Labridae de l'Océan Indien (Australie Occidentale).